# Ernst Jordan
Ernst Jordan (18 maggio 1883 – 1948) è stato un calciatore tedesco, di ruolo difensore.